# Marco Ricci

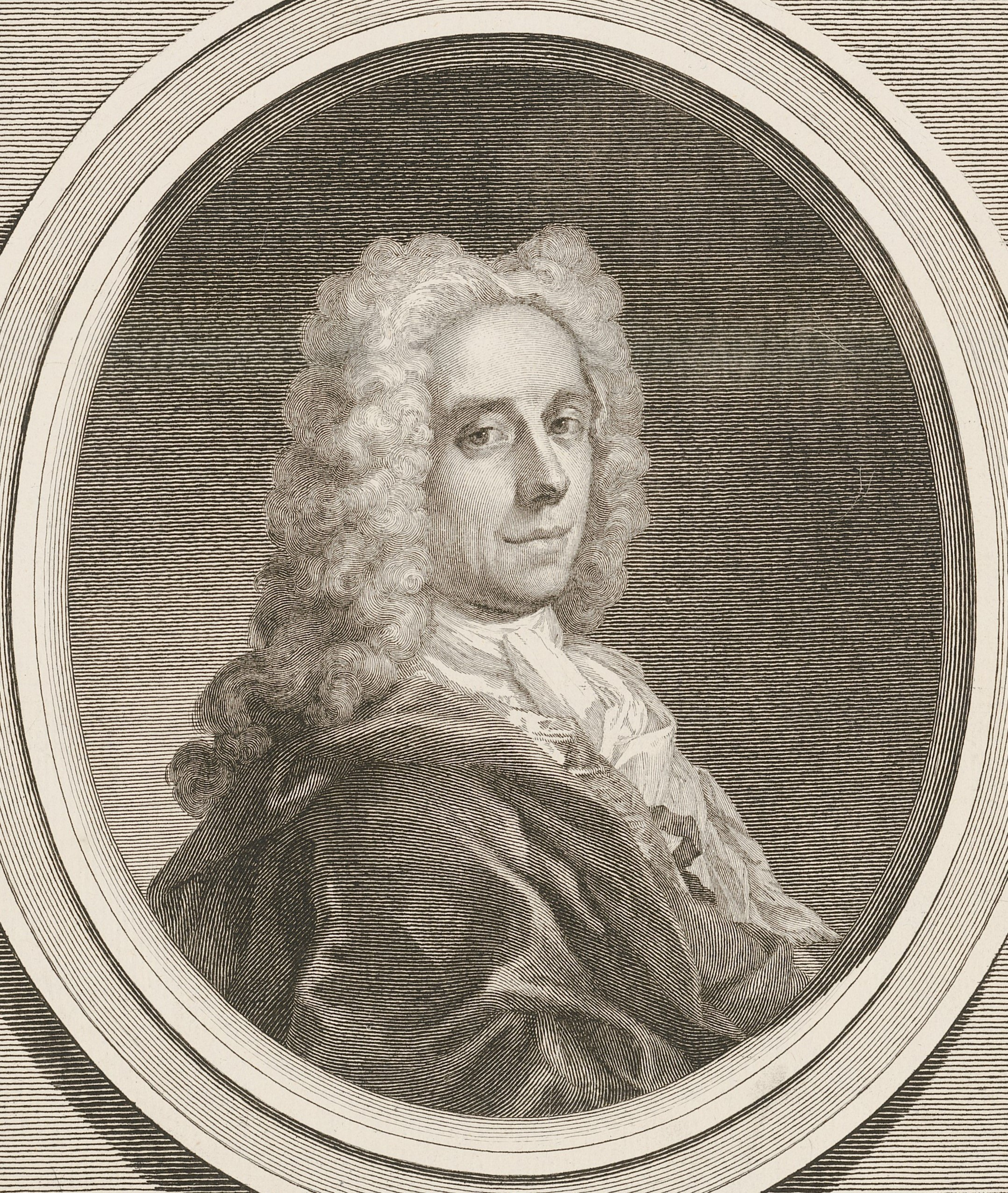
Giovanni Antonio Faldoni: Porträt von Marco Ricci (1724) nach Rosalba Carriera

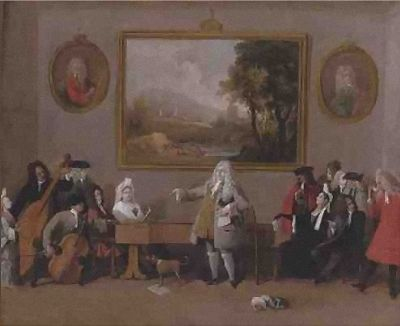
Nicolo Grimaldi und der Komponist Francesco Haym am Cembalo (1709). Die aufgehängten Porträtbilder stellen Marco und Sebastiano Ricci dar.

Marco Ricci (geboren 5. Juni 1676 in Belluno, Republik Venedig; gestorben 21. Januar 1730 in Venedig) war ein italienischer Maler.

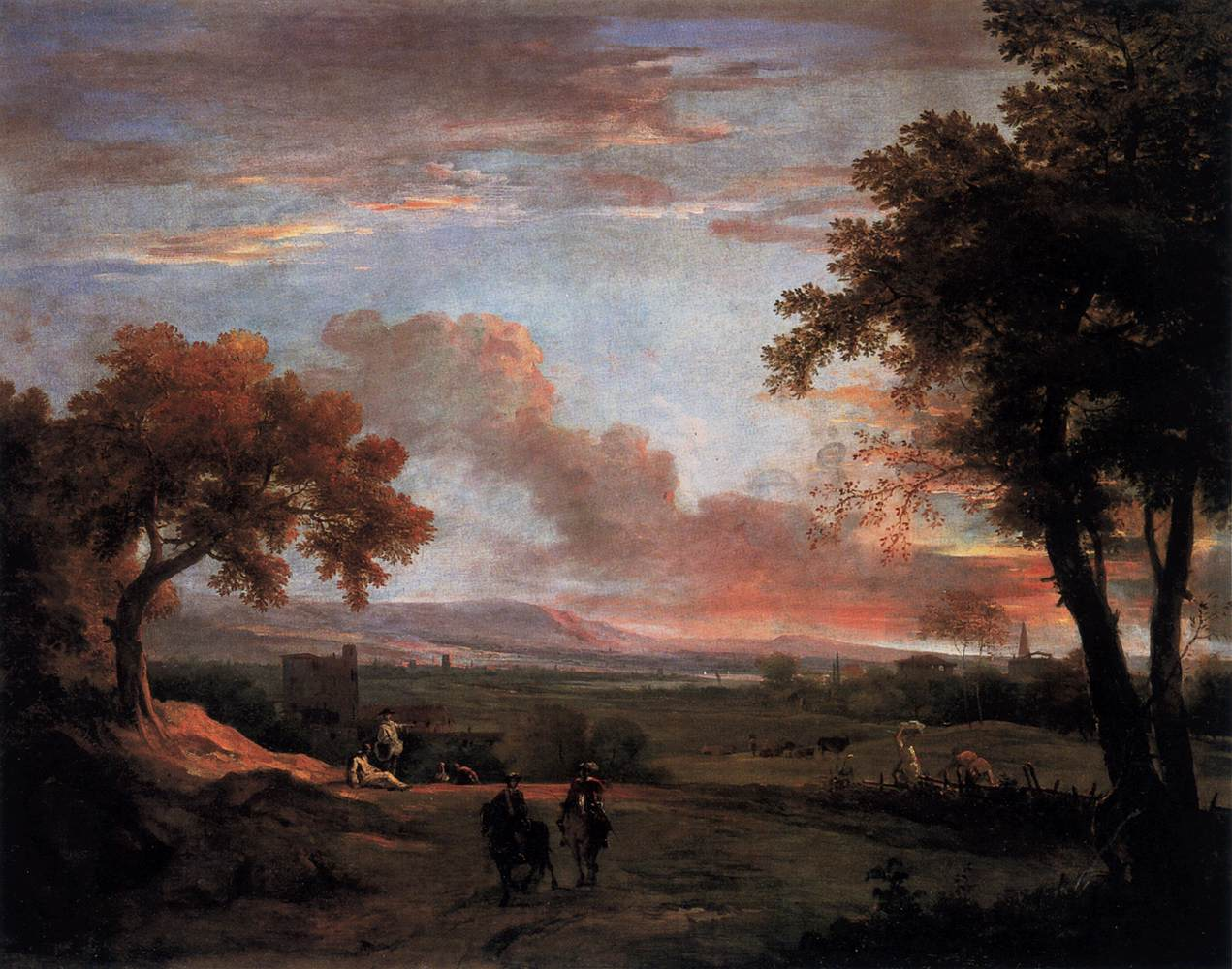
Landschaft im Abendrot, Gemäldegalerie, Berlin

## Leben
Seine erste Ausbildung bekam Marco Ricci wahrscheinlich bei seinem Onkel Sebastiano Ricci, mit dem er auch zeit seines Lebens erfolgreich zusammenarbeitete und sich ergänzte, da Sebastianos Stärken eher in der Porträtmalerei, Marcos in der Bühnenszenerie und Landschaftsmalerei lagen.
Es heißt, dass Ricci als junger Mann aus Venedig fliehen musste, weil er einen Gondoliere erschlagen habe. So ging er nach Spalato, wo er mit Antonio Francesco Peruzzini aus Ancona zusammenkam. Von 1704 bis 1708 war er in Florenz und wirkte wahrscheinlich an der Ausmalung des Vorzimmers zur Sommerwohnung im Palazzo Pitti mit, ein Auftrag, den der Onkel von Ferdinando de’ Medici erhalten hatte. Auch an dem Auftrag zur Ausmalung des Palazzo Fenzi war Marco mit einem eigenen Deckengemälde beteiligt.
Im Jahr 1708 weilte Lord Manchester in Venedig und lud ihn zusammen mit Giovanni Antonio Pellegrini nach London ein, wo sie für die italienische Oper im Queen’s Theatre am Haymarket im Auftrag des Theatermanagers Owen Swiny Bühnenausstattungen malen sollten. Er malte dort auch die britische Primadonna Catherine Tofts, die 1711 nach Venedig ging. Er reiste 1710 nach einem Studienaufenthalt in den Niederlanden nach Hause und holte den Onkel nach London. 1716 kehrten dann beide nach Venedig zurück. Tofts heiratete vermutlich 1717 den britischen Geschäftsmann Joseph Smith in Venedig, und Smith wurde für beide Maler ein wichtiger Auftraggeber. In den 1720er Jahren hatten sie eine Reihe von Aufträgen aus dem Haus Savoyen in Turin.
Ricci entwarf auch für das venezianische Theater Bühnenbilder, so für das Teatro San Giovanni Grisostomo und das Teatro Sant’Angelo, und orientierte sich dabei an seinem Freund, dem Architekten Filippo Juvarra. Er erfand die Temperamalerei auf Ziegenhaut. Ab 1723 fertigte er auch Radierungen, wovon nur 33 bekannt sind. Der venezianischen Malerzunft „Fraglia dei pittori“ gehörte er 1726 und 1727 an.

Bildauswahl
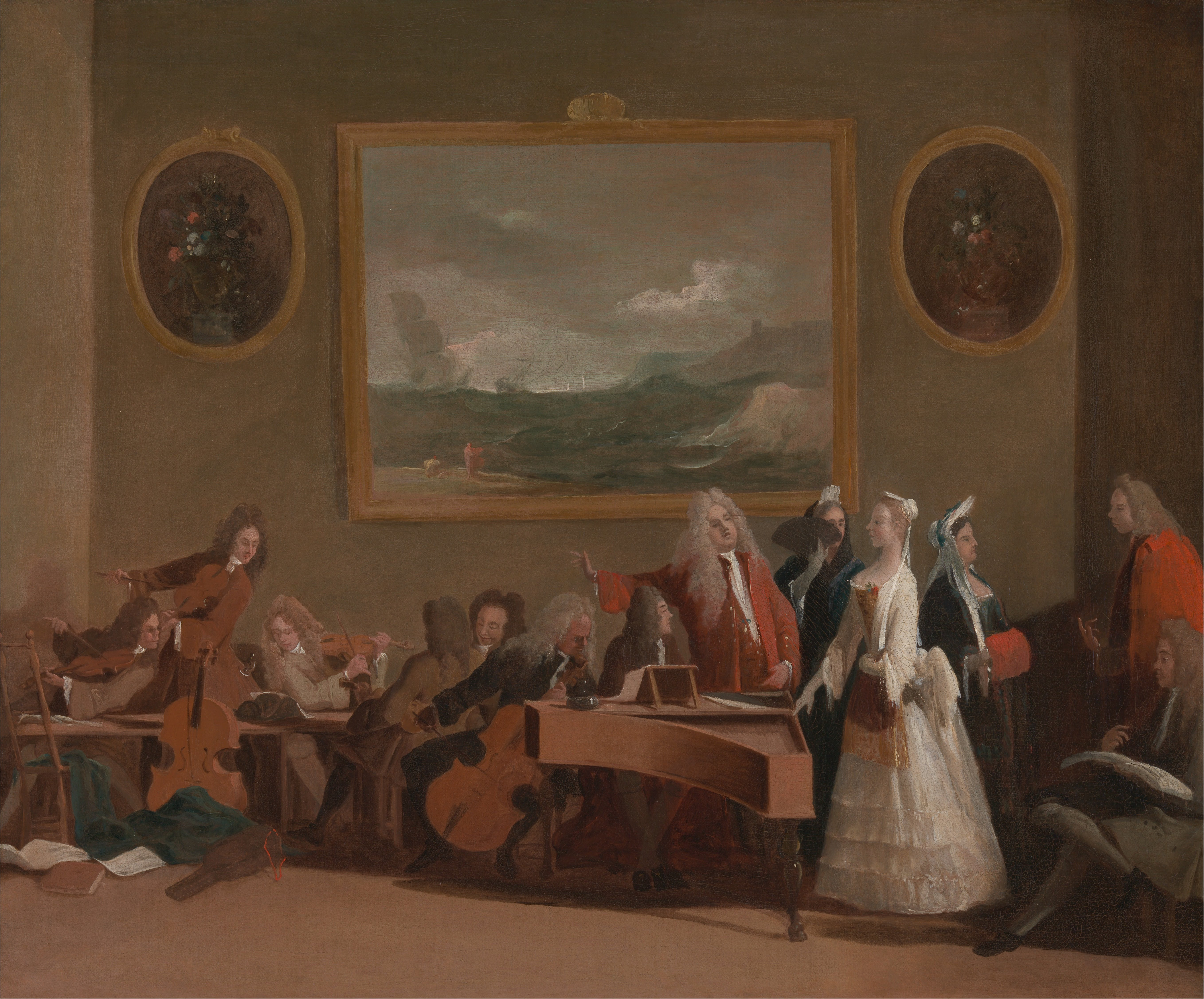
Opernprobe (London, 1709)
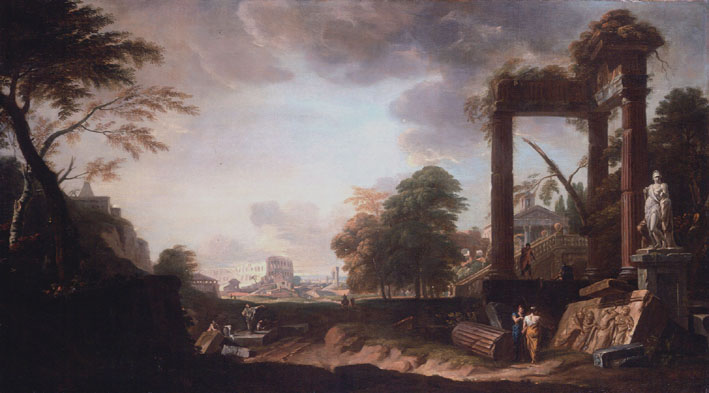
Capriccio von Rom
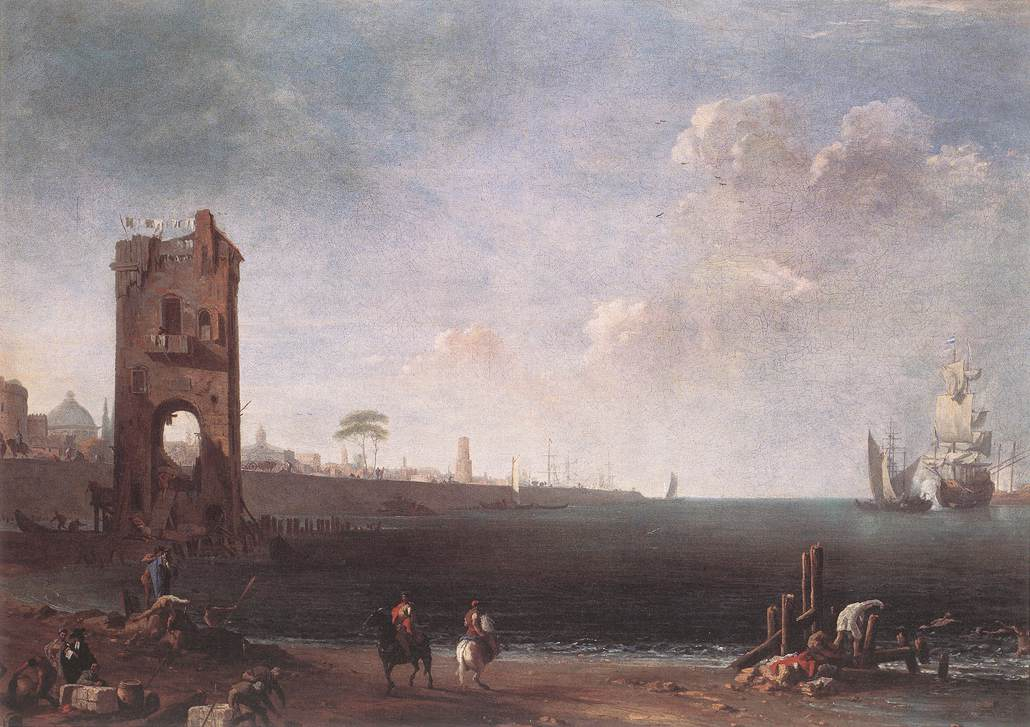
Küstenszenerie
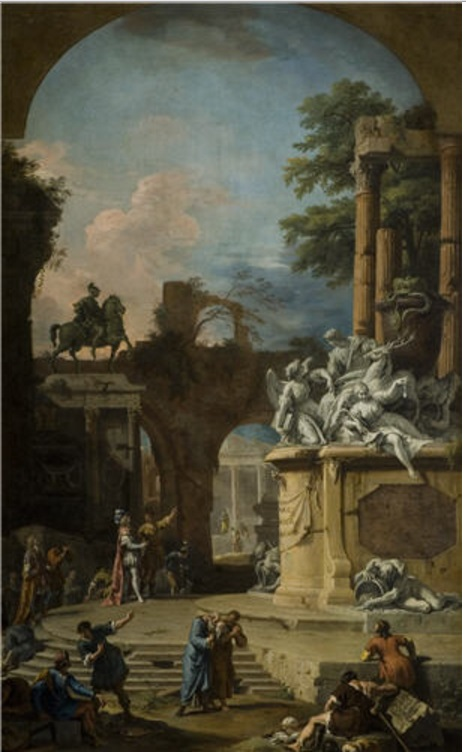
Das Grabmal des Herzogs von Devonshire (1725)
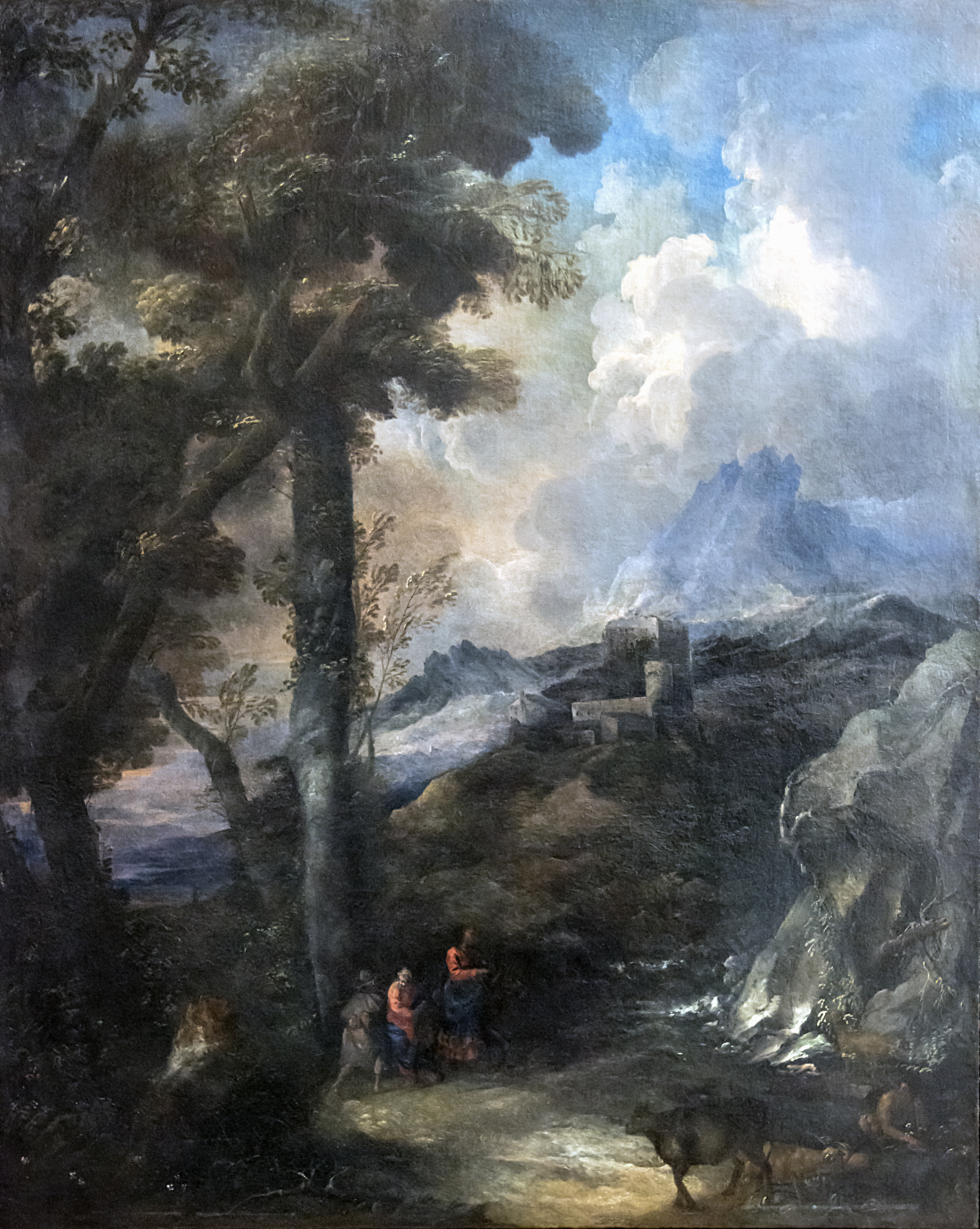
Landschaft mit Reisenden
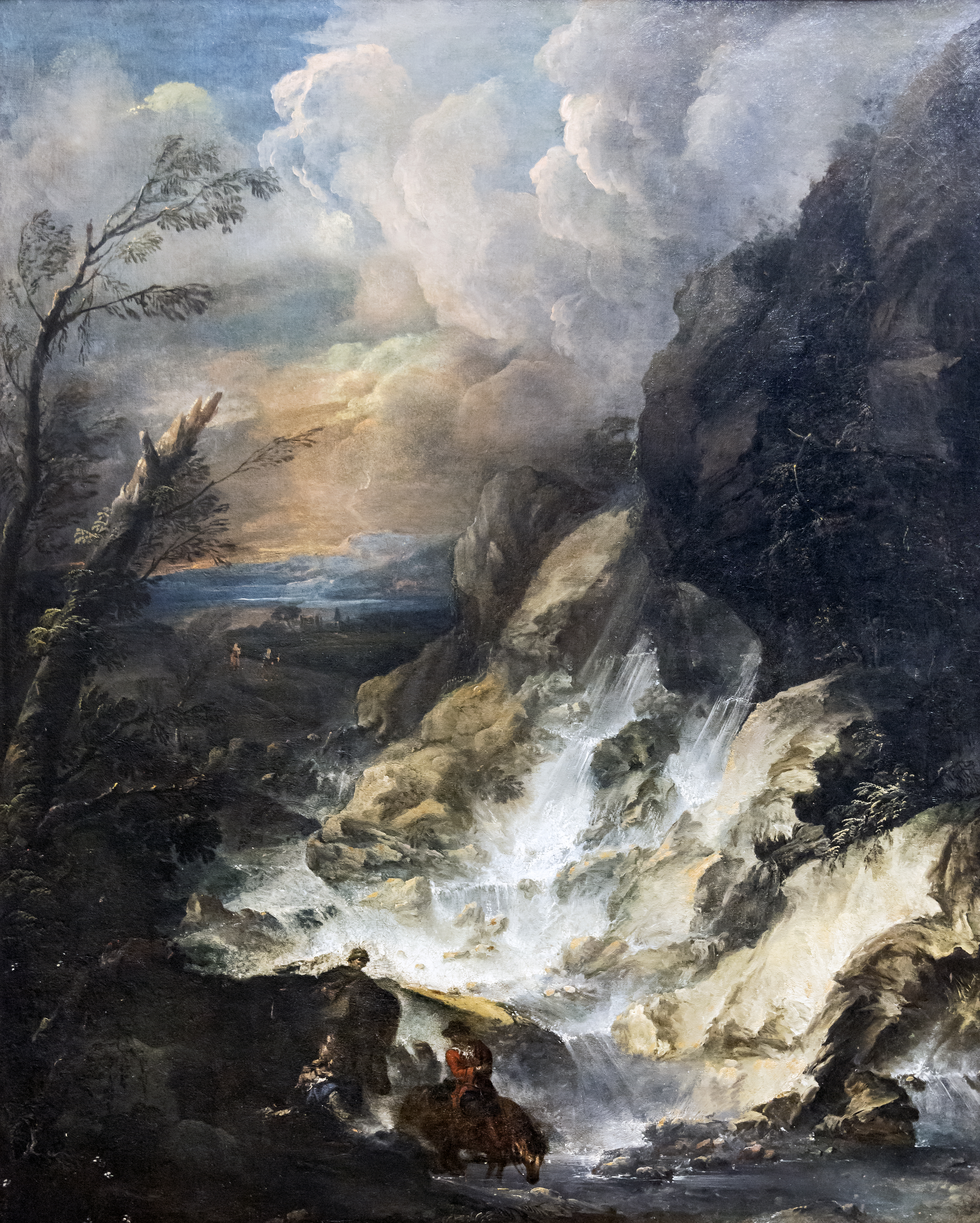
Wasserfall
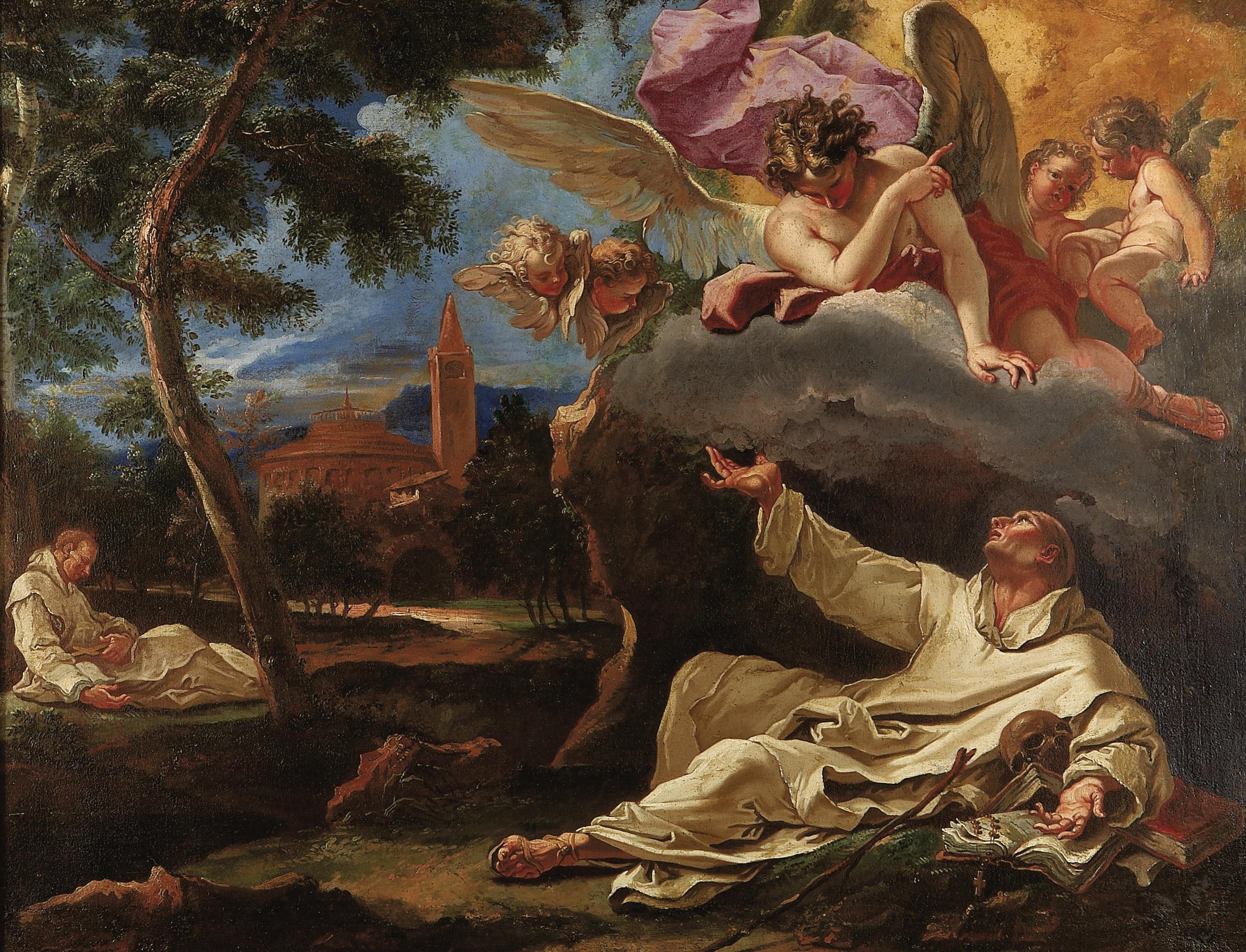
Sebastiano und Marco Ricci: Vision des Hl. Bruno (die Landschaft ist von Marco, die Figuren von Sebastiano)
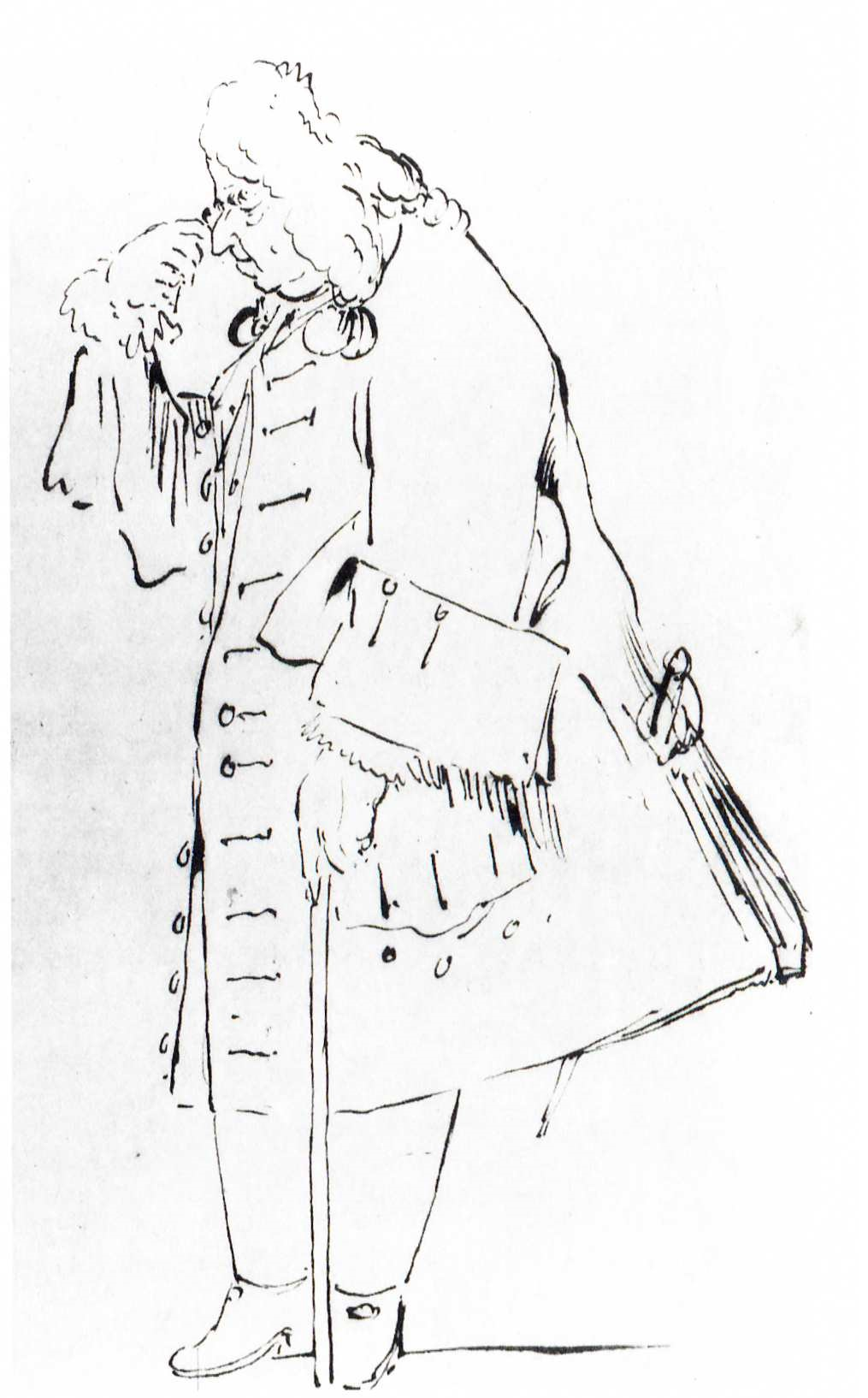
Marco Ricci: Karikatur von Sebastiano Ricci
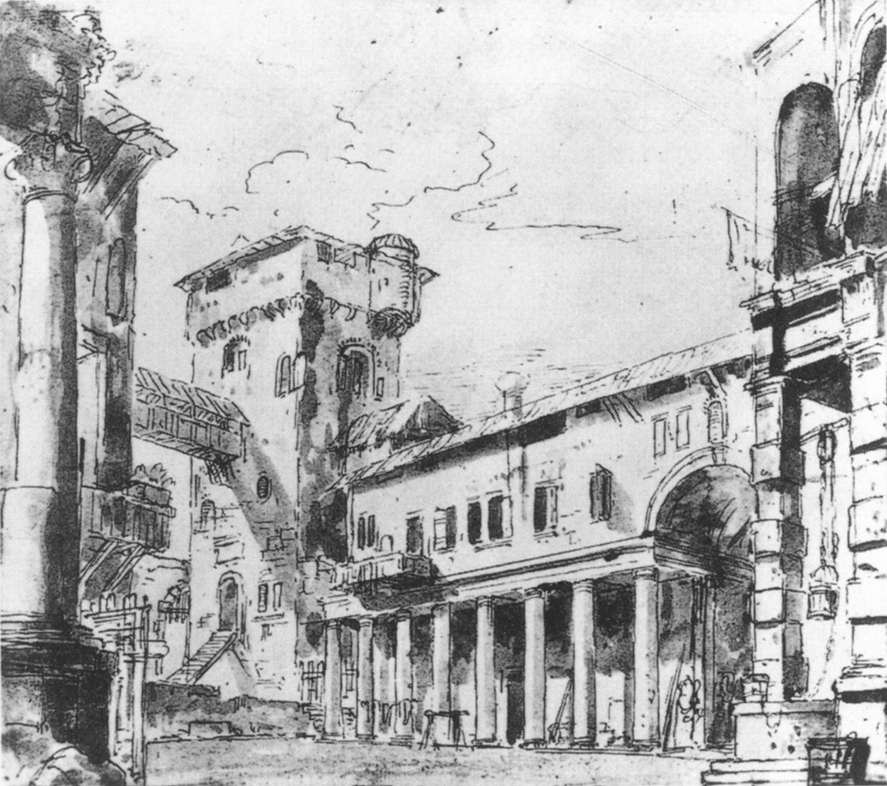
Imaginärer Palast